# Iglesia de San Juan (Villalón de Campos)
La iglesia de San Juan es una templo católico situado en la localidad de Villalón de Campos, municipio de la provincia de Valladolid, Castilla y León, España.
Fue declarada bien de interés cultural el 17 de diciembre de 2020, junto a la otra iglesia de la localidad, la iglesia de San Miguel.

## Descripción
La iglesia de San Juan Bautista de Villalón de Campos es una construcción de apariencia modesta, de la segunda mitad del siglo XV, en estilo gótico, construida mayoritariamente con los materiales tradicionales y característicos del área geográfica de Tierra de Campos: madera, tapial y ladrillo.
Situada en la calle Rúa, una de las principales calles de Villalón conocida en otros tiempos como calle Constitución o calle de San Juan, la iglesia que se encontraba casi en el borde oeste del casco consolidado y aislada del caserío. Hoy ha quedado integrada plenamente en el núcleo urbano, al fondo de una gran plaza triangular, en un entorno de interés patrimonial, junto a muestras representativas de arquitectura popular, construcciones en adobe y ladrillo en ocasiones con soportales que sostienen pies derechos de madera o piedra, entre las que destaca el antiguo hospital.
Exteriormente la iglesia presenta un volumen cúbico con escasa o nula diferencia de altura entre las naves, siguiendo la tipología de las iglesias de tres naves con capilla en la cabecera planta cuadrada y torre a los pies, característico de las iglesias de Tierra de Campos, como San Facundo de Cisneros, el de Nuestra Señora de las Nieves de Villanueva de la Cueza, el de Santa María de Fuentes de Nava o San Miguel de Mazuecos de Valdeginate, todas ellas en la provincia de Palencia. La torre a los pies desapareció a finales del XIX y fue sustituida por la actual espadaña.
En su exterior destaca la portada meridional que daba acceso a la nave, en la actualidad sin uso y oculta por el pórtico; presenta arco de herradura doblado y ligeramente tumido, flanqueado por dos pilastras rectangulares de ladrillo.
A los pies del templo se abre la portada construida en ladrillo, con gran arco de medio punto que remata en una gran espadaña de dos cuerpos.
En la fachada del lado del Evangelio destaca el cuerpo de la sacristía, rematado por cornisa de ladrillo formada a base de pequeños arquillos; en el lado de la Epístola se adosa un pórtico formado por arcos de medio punto que descansan sobre pilares cuadrados.
En el interior, la iglesia presenta una estética más renacentista, con «planta de salón», de tres naves alargadas de anchura irregular, la central de doble anchura, separadas por dos filas de columnas formadas por esbeltos pilares octogonales, seis en cada lado. En la cabecera, un arco apuntado separa la nave central del presbiterio, de planta cuadrada, al que se adosan la sacristía y otra serie de construcciones no integradas. A los pies se dispone el coro que aloja un órgano.
En la nave de la Epístola se aprecia un arco de herradura, en la cara exterior del muro sur, con una rica puerta de madera que podría corresponder a la entrada de otro cuerpo, que podría ser el claustro que tradicionalmente se encontraba adosado en el costado sur de las iglesias.
La cubierta de la nave central es una estructura de par y nudillo, mientras que las naves laterales se cubren mediante un sistema de cubiertas en colgadizo, configurando un tipo de cubierta denominada de tres paños.
Destaca el artesonado cupuliforme que cubre el presbiterio. Se trata de una armadura ataujerada y policromada, de planta ochavada y sendas estrellas de a doce y a nueve en cada paño, con flores en el centro de los lazos. El arrocabe se decora con policromías y los ángulos se ocupan con cuatro pechinas, de irregular tamaño. En el centro del harneruelo se dispone un mocárabe dorado de modesto tamaño.
La conexión entre naves y presbiterio se realiza mediante arco apuntado doblado con imposta levemente marcada, tipología típica de la segunda mitad del siglo XV. A los pies del templo, se levanta el coro, sobre arco carpanel.
Destaca el retablo mayor dedicado a los Santos Juanes, atribuido al Maestro de Palanquinos, obra del primer cuarto del siglo XVI. Está compuesto por dieciocho paneles con escenas de los Santos Juanes y cuatro tablas en el banco en las que se representan parejas de apóstoles. Preside este retablo una escultura gótica de San Juan Bautista, un lienzo de un Calvario del segundo tercio del siglo XVI, copia de un grabado de Miguel Ángel, y dos esculturas de San Juan Bautista y San Juan Evangelista, además de una representación escultórica de la Virgen con el Niño conocida como «Virgen de la pera».
Junto al presbiterio, en su lado meridional, se encuentra la casa rectoral que actualmente se usa como albergue de peregrinos del Camino de Santiago, ejemplo conservado de arquitectura civil popular.